# Hermesianax de Xipre
Hermesianax de Xipre (en grec antic Ἐρμησιάναξ) fou un historiador natural de l'illa de Xipre, que va escriure una història titulada Φρυγιακά, sobre la Regió de Frígia que és esmentada per Plutarc (De Fluv. 2, 24, 12).